# Stefan Belina-Skupiewski

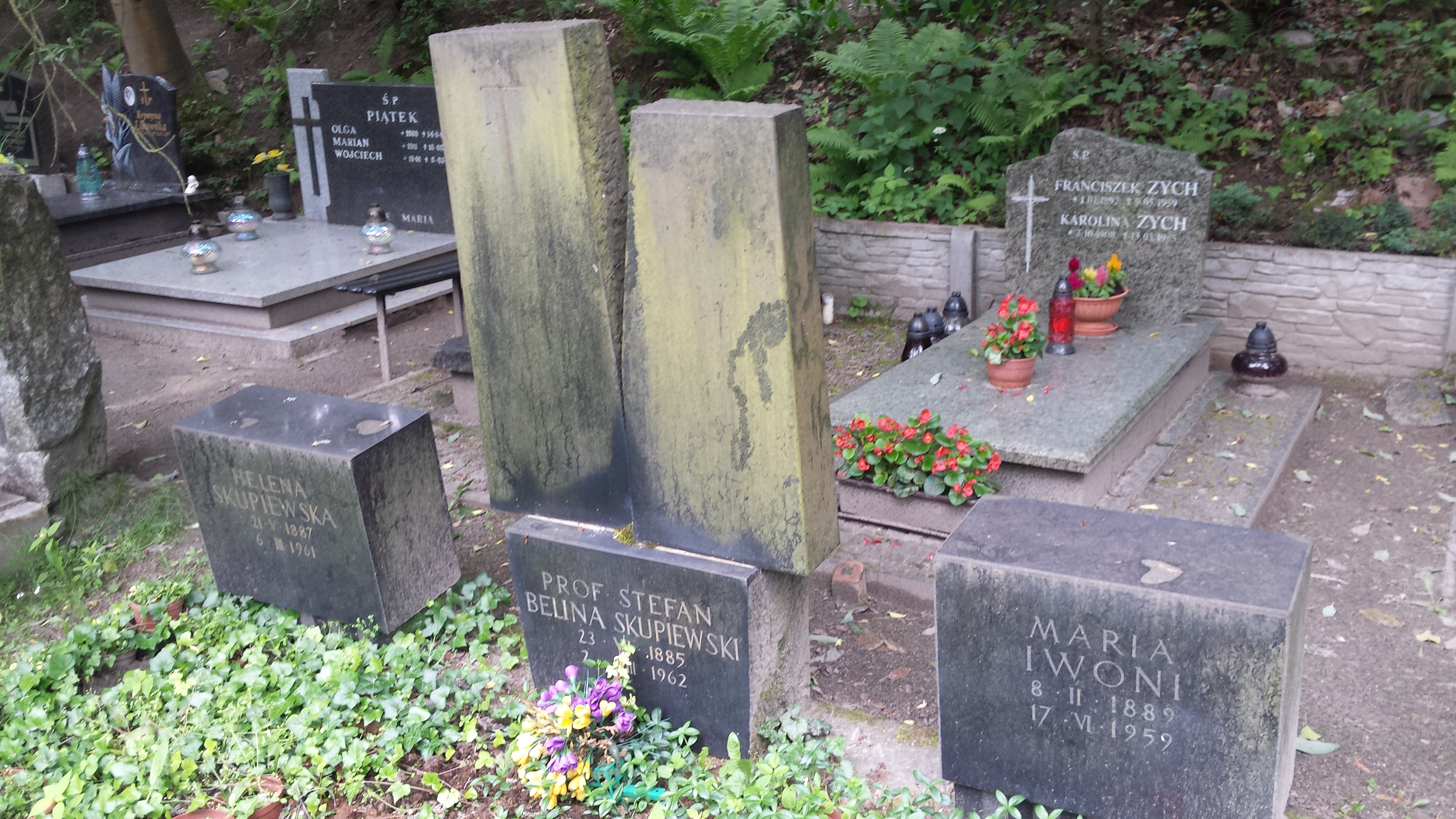
Grób Stefana Beliny-Skupiewskiego na cmentarzu Srebrzysko w Gdańsku

Stefan Belina-Skupiewski (ur. 11 lipca?/23 lipca 1885 w Kijowie, zm. 2 sierpnia 1962 w Gdańsku) – polski śpiewak (tenor), pedagog.

## Życiorys
Urodził się w rodzinie inż. Bronisława Skupiewskiego h. Belina i Stanisławy z Kruszyńskich. W okresie gimnazjalnym uczył się gry na fortepianie w kijowskiej szkole muzycznej pani Leśniewicz-Nosowej. Po zdaniu egzaminów maturalnych rozpoczął studia w Instytucie Dróg i Komunikacji w Petersburgu, w 1909 ukończył Politechnikę w Karlsruhe. Równocześnie uczył się gry na fortepianie i śpiewu. Studia wokalne odbywał w Kijowie, następnie u prof. Jakoba Stückgolda w Karlsruhe, wreszcie u śpiewaka Antona Fuchsa i dyrygenta Felixa J. Mottla w Monachium. W 1908 debiutował w Stadttheater w St. Gallen w Szwajcarii w barytonowej partii Tonia w Pajacach Leoncavalla. W latach 1908–1928 był znanym europejskim wykonawcą operowym, śpiewał m.in. w 1923 partię Tristana w Tristanie i Izoldzie Wagnera w mediolańskiej La Scali pod dyrekcją Arturo Toscaniniego.
W 1928 porzucił karierę sceniczną, osiadł w Warszawie i oddał się pracy pedagogicznej. Uczył śpiewu m.in. w konserwatoriach w Warszawie, Łodzi i Katowicach.
W latach 1946–1953 był dyrektorem artystycznym Państwowej Opery Śląskiej w Bytomiu, od 1 lipca 1953 kierownikiem wokalnym Państwowej Opery i Filharmonii Bałtyckiej w Gdańsku. Od 1954 uczył także w Państwowej Wyższej Szkole Muzycznej w Sopocie.  
Dwukrotnie żonaty. Od 29 kwietnia 1948 był mężem śpiewaczki Heleny Ivoni-Nita (1887–1961).
Zmarł w Gdańsku, pochowany na cmentarzu Srebrzysko (rejon IV kwatera TAR II/2/71).

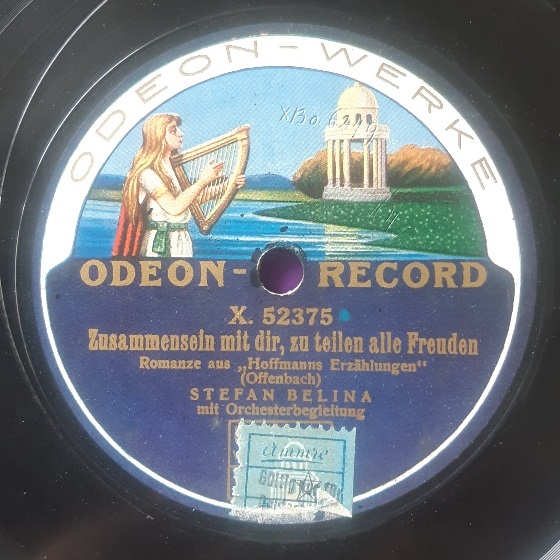
Etykieta płyty Stefana Beliny (Berlin 1913)

Płyty wydał Odeon pod nazwiskiem Stefan Belina (Berlin 1912–13).

## Ordery i odznaczenia
- Krzyż Oficerski Orderu Odrodzenia Polski (14 grudnia 1955)[6]
- Krzyż Kawalerski Orderu Odrodzenia Polski (22 lipca 1952)[7]
- Złoty Krzyż Zasługi (28 czerwca 1939)[8]
- Medal 10-lecia Polski Ludowej (25 marca 1955)[9]

## Nagrody
- Nagroda Państwowa II stopnia za wybitną działalność artystyczną oraz za twórczy wkład w rozwój Opery Śląskiej (1955)[10]
- Nagroda Muzyczna miasta Gdańska (1958)